# Gerard Tlali Lerotholi
Gerard Tlali Lerotholi, O.M.I. (Mokhotlong, 12 de fevereiro de 1954) é um prelado do Lesoto da Igreja Católica, arcebispo de Maseru desde 2009.

## Biografia
Gerard Tlali Lerotholi nasceu em 12 de fevereiro de 1954 na missão de St. James na diocese de Neacha de Qacha. Sua família pertence à linhagem da família real do Lesoto. Entrou no noviciado dos Oblatos de Maria Imaculada em Quthing, em 1975. Estudou filosofia no Seminário Maior de Santo Agostinho em Roma e teologia na Pontifícia Universidade Gregoriana. Ele obteve sua licenciatura em Escrituras Sagradas no Pontifício Instituto Bíblico. Fez seus votos perpétuos em 1981 e foi ordenado sacerdote em 1982.
De 1982 a 1987, foi professor no Seminário Maior de Santo Agostinho. De 1987 a 1995, trabalhou no doutorado em teologia sagrada na Universidade Saint Paul, em Ottawa, Canadá. De 1995 a 1999, ele foi assistente de uma casa de formação OMI no Canadá. De 1999 a 2009, ocupou o cargo de professor da Universidade Nacional do Lesoto, enquanto atuava como membro do Conselho Superior da Universidade, superior da Casa Pius XII College, professor do Seminário de Santo Agostinho e capelão católico da Universidade Nacional.
Em 30 de junho de 2009, o Papa Bento XVI o nomeou Arcebispo de Mesuru. Ele recebeu sua consagração episcopal em 12 de setembro de seu antecessor, arcebispo Bernard Mohlalisi; os co-consagradores foram Evaristus Thatho Bitsoane, Bispo de Qacha's Nek, e Sebastian Koto Khoarai OMI, Bispo de Mohale's Hoek. O papa o presenteou com seu Pálio, seu símbolo do cargo de arcebispo metropolitano, em 29 de junho de 2010.
Em outubro de 2009, na assembleia especial do Sínodo dos Bispos para a África, ele descreveu como as eleições no Lesoto eram frequentemente seguidas de inquietação social à medida que os resultados eram disputados e que "o Conselho Cristão de Igrejas do Lesoto é mediado" e "frequentemente a igreja católica desempenha o papel mais importante na resolução de conflitos no Lesoto".
Como presidente da Conferência Episcopal do Lesoto, ele participou do Sínodo da Família em 2014 e 2015. Em julho de 2015, recebeu uma ameaça de morte. Pouco antes, duas figuras proeminentes próximas da oposição tinham sido assassinadas.
O Papa Francisco o nomeou membro do Conselho Pontifício para a Cultura em 11 de novembro de 2019. Em 18 de fevereiro de 2023, foi nomeado para o Dicastério para a Cultura e a Educação, que havia absorvido o antigo Pontifício Conselho para a Cultura.